# Sunrise Adams

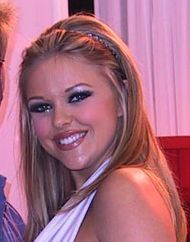
Sunrise Adams

Sunrise Adams (n. 14 septembrie 1982, St. Louis, Missouri) este o actriță porno, nord/americană. Ea este nepoata  actriței Sunset Thomas.
1. ↑  „Sunrise Adams”, Internet Movie Database, accesat în 12 iulie 2016
2. ↑  Adult Film Index
3. ↑  Adult Industry Awards Database, accesat în 26 aprilie 2022